# La voz en off
La voz en off  es una película chilena, dirigida por Cristián Jiménez y escrita por Jiménez y Daniel Castro, Fue seleccionada para ser presentada en la sección de Contemporary World Cinema del Festival Internacional de Cine de Toronto, 2014 y en el Festival Internacional de Cine de Valdivia del mismo año. Posteriormente fue estrenada en Chile en salas comerciales en el año 2015

## Argumento
El film cuenta la historia de Sofía, una mujer vegetariana y hermosa de 35 años que busca tener una vida tranquila tras su reciente separación. Las personas que le rodean se empeñan en impedírselo: su padre decide abandonar a su madre, su hermana mayor regresa a Chile e irrumpe en su vida con su belicosa manera de ser, sus hijos se obsesionan con comer carne y descubre, sin querer, una verdad incómoda sobre su padre.

## Reparto
- Ingrid Isensee
- Paulina García
- María José Siebald
- Cristián Campos
- Niels Schneider
- Shenda Román